# Jiří Plachý (fotograf)
Jiří Plachý (* 13. dubna 1948 Kadaň) je volarský fotograf, nositel titulu Autor Svazu českých fotografů (ASČF), zabývající se (mimo jiné) od poloviny roku 2009 fotografováním přírody a krajiny na Šumavě.

## Život

### Studia a začátky
Jiří Plachý se narodil 13. dubna 1948 v Kadani. Fotografování se Jiří Plachý z Volar věnuje od svých patnácti let (tj. asi od roku 1963). V letech 1963 až 1967 absolvoval v Praze Střední průmyslovou školu zeměměřickou. Již během svého středoškolského studia se zúčastnil prvních fotografických soutěží. Během základní vojenské služby ve Stříbře (v letech 1967 až 1969) se dočkal zveřejnění své první fotografie v rubrice Mladá generace v časopisu (měsíčníku) Československá fotografie. Po návratu z vojenské služby se pokusil přihlásit ke studiu na FAMU, ale mezi uchazeči skončil na 21. místě, do užšího kola jich brali 17 a tak nebyl přijat.

### 70. léta 20. století
A právě od přelomu 60. a 70. let 20. století se Jiří Plachý začal fotografii intenzivně věnovat. Členem českobudějovické fotografické skupiny Fotos, která existovala v letech 1963 až 2014 v Českých Budějovicích, se stal v roce 1970. V letech 1971 až 1973 absolvoval korespondenční Institut (školu) výtvarné fotografie při Svazu českých fotografů (SČF) v Brně při tamní umělecko–průmyslové škole (UMPRUM).
Nejprve se věnoval portrétní fotografii, kde byla jeho tvorba ovlivněna tehdejšími trendy české amatérské fotografie. Od počátku 70. let 20. století se pak systematicky věnoval dokumentárnímu zachycení jihočeské krajiny a svoje snímky začal řadit do volných tematických cyklů. Některé z těchto cyklů zahrnul do knižních maket. Jedná se například o dokument (doplněný vlastními texty) pojednávající o řece Vltavě nazvaný Kameny v řece (1971–1977). Plachého záběry jsou založeny na kontrastních, umělecky působivých snímcích, které zachycují údolí Vltavy, jemuž vévodí v řečišti umístěné žulové balvany. Zadumanou atmosféru jihočeských rašelinišť zachytil Plachý v tradičněji pojatém cyklu Krajina (1977). Přibližně z této doby pochází i cyklus Zátiší.
V roce 1978 absolvoval Institut pro rektory a porotce v Praze.

### 80. léta 20. století
Přibližně od roku 1982 se věnoval fotografiím vesnické architektury a snímkům okolí vesnic. Tak vznikly fotografické cykly nazvané U nás a Krajina za humny. Od dokumentaristického zobrazení vesnických štítů se v cyklu Dialog časů umělecky posunul k minimalistickému zobrazení fragmentů starých štítů, dvorů, vrat a sadů s vizuálním důrazem na bílé plochy.
Druhá polovina 80. let 20. století se v Plachého tvorbě projevila jeho zájmem o fotografování krajinných výseků charakteristických současným zachycením ztmavlé zamračené oblohy. Na fotografiích byly zachyceny (krom tmavé oblohy s mračny) fragmenty nejrůznějších věcí obyčejných předmětů (lodě, štafle, šňůra na prádlo, igelitový pytlík nebo skluzavka) jakož i tradičních atributů venkovského života. Tyto snímky byly soustředěny do cyklu Bez názvu. Ve 2. polovině 80. let 20. století vznikl i Plachého cyklus Asociace.

### 90. léta 20. století
V 90. letech 20. století začal Jiří Plachý podnikat. Pro firmu Geodézie České Budějovice pracoval od roku 1969 do roku 1991 jako technik – fotogrammetr. Pro firmu Kovovýroba Had, s.r.o. Straňany pracoval jako soukromý podnikatel od roku 1991 až do roku 2011.
Nedostatek času způsobený podnikatelskými aktivitami v 90. letech 20. století přivedl Plachého k tradičnějším krajinářským snímkům a k barevné fotografii. Zpracování barevných snímků v komerčních laboratořích jej ale neuspokojovalo především tím, že mu byla odňata možnost zasahovat v post procesech bezprostředně do fotografického obrazu. A tak se po roce 2000 navrátil zpět k černobílým fotografiím. Vzniklé drobné cykly zdánlivě spolu nesouvisejících snímků uzavřel v roce 2003 (pod vlivem rodinných událostí) do souborné kolekce nazvané Hodiny života.

### Po roce 2000
V roce 2004 začal jako fotograf pracovat s digitální technikou. Fotografovat na území Šumavy začal od poloviny roku 2009. Na Šumavu se v roce 2012 posléze i přestěhoval z Doudleb. Od roku 2013 podniká ve Volarech (Foto služby Jiří Plachý s.r.o). Přibližně od roku 2012 pravidelně vystavuje svoje barevné i černobílé fotografie Šumavy na lokálních výstavách, v jejichž názvech se Šumava v různých obměnách opakuje.

#### Kalendáře
Svoje první kalendáře s fotografiemi Šumavy začal vytvářet od roku 2012 a to nejprve v malých nákladech (typicky např. 30 kusů) a byly určeny pro rodinné příslušníky a nebo jako dárky pro přátele a známé. Přibližně od roku 2016 jsou jeho fotografie Šumavy každoročně publikovány v kalendářích (většinou s prostým názvem Šumava + letopočet). Kalendáře ale nejsou jeho zdrojem obživy, náklady na jejich vydání jsou zhruba kompenzovány tržbou z jejich prodeje a tak slouží spíše k osobní prezentaci fotografického umu jejich autora.

## Fotografické aktivity
Nějaký čas také působil ve fotografickém časopise Revue fotografie vydávaném v Praze. Od roku 1970 až do roku 2014 pravidelně vystavoval svoje díla v rámci akcí pořádaných českobudějovickou fotografickou skupinou Fotos, jíž byl členem. Některé jeho fotografie byly publikovány mimo jiné ve sbornících Bilder aus Böhmen / Obrázky z Čech; Zwei-Seiten-Buch / Oboustranná kniha a Böhmen-Blick über die Grenzen / Čechy–pohled přes hranice a rovněž v časopisech Československá fotografie, Creativ NSR či FotoVideo. Publikoval také ve sborníku Vingt ans de fotografiede l´ esport, který byl vydán u příležitosti letní olympiády v Barceloně konané v roce 1992.
Svoje snímky Jiří Plachý vystavuje i v zahraničí (Rakousko, Německo, Švédsko). V amatérských soutěžích v České republice a mimo ni (Andorra, Belgie, Francie, Japonsko, Polsko, Španělsko, Švýcarsko, Německo včetně bývalé NDR) získal od roku 1969 řadu ocenění.
Jiří Plachý je nositelem titulu Autor Svazu českých fotografů (ASČF), který je udělován za dlouhodobou vysokou uměleckou, estetickou a technickou úroveň tvorby prezentované na národních a zahraničních fotografických výstavách.
Fotografie Jiřího Plachého jsou k vidění například ve sbírkách Muzea fotografie a moderních obrazových médií v Jindřichově Hradci, Národním muzeu fotografie v Jindřichově Hradci a jsou také uloženy ve sbírce Svazu českých fotografů (SČF) v Praze.

## Publikační aktivity (výběr, chronologicky)
- texty William Hazlitt ... et al.; fotografie: Ing. Lubomír Lapka (* 10. ledna 1924 České Budějovice); Jiří Plachý, Bohuslava Maříková. První rok svobody: České Budějovice 1989-1990: Radniční výstavní síň 17.11.-11.12.2009, Galerie Nahoře 10.11.-6.12.2009. České Budějovice: Galerie Nahoře, 2009; 24 stran; ISBN 978-80-254-9264-2.
- Plachý, Jiří. Šumava tajemná 2018 [grafika]. Praha: Presco Group, a.s., 2017; 1 kalendář (14 listů).
- Plachý, Jiří. Šumava 2019 [grafika]. Nakladatel: Volary (Jiří Plachý), 2018; 13 nečíslovaných listů; (nástěnný vícelistý kalendář).
- Plachý, Jiří. Šumava na fotografiích Jiřího Plachého 2020 [grafika]. Volary: Fotoslužby Jiří Plachý s.r.o., 2019; 13 nečíslovaných listů; (nástěnný vícelistý kalendář).
- Plachý, Jiří. ...a to jsi ty, Šumavo = ...and this is you, Šumava = ...und das bist du, Böhmerwald. Překlad Helmut Wagner a Petr Řezníček. Havlíčkův Brod: v nakladatelství Ing. Vladimír Kunc - FOTO KUNC vydal vlastním nákladem Jiří Plachý, 2023; 190 stran; ISBN 978-80-88397-04-5; (fotografická publikace).

## Výstavy (výběr)

### Kolektivní
- 1989: Leute – Leben, Fotografie aus Südbohmen, Landeskulturzentrum Ursulinenhof Linz Bilder aus Bohmen, Freistadt Rakousko.[4]
- 1991: Europaische Skizzen 1991, výstava Kulturního centra Tábor v Kultur im Kapuziner, Deggendorf (Německo).[4]
- 2000 – Jenewein Kutná Hora: 1. sympozium současného výtvarného umění, Sankturinovský dům, Kutná Hora.[7]
- 2005: Národní muzeum fotografie v Jindřichově Hradci, mezinárodní projekt „Dnešní člověk v dnešní krajině“.[4]
- 2009: „1. rok Svobody“ k 20. výročí sametové revoluce, Radnice České Budějovice.[4]
- 2011: Národní muzeum fotografie v Jindřichově Hradci, mezinárodní projekt „Stories - příběhy lidí na hranici“. Putovní výstava: Nová Bystřice, Kunžak, Kautzen, Großsiegharts, Waidhofen an der Thaya, České Velenice, Rapšach, Suchdol n. Lužnicí, Nové Hrady, Benešov n. Černou, Pohorská Ves, Jindřichův Hradec.[4]
- 2014: 34. Národní soutěž a výstava amatérské fotografie, Městské muzeum a galerie, Svitavy.[7]

### Samostatné
- 1982: Galerie Nahoře České Budějovice (s K. Skalickým).[4]
- 1892: „Fotografie“, Regionální muzeum Kolín (s J. Hamplem a J. Kláskem)[4]
- 1983: „Kameny v řece“, Galerie Tvůrčí profily, kino Vesmír České Budějovice[4]
- 1983: „Kameny v řece“, Galerie Na schodech, nemocnice Český Krumlov[4]
- 1985: „Dialog časů“, výstavní síň KSSPPOP, Č. Budějovice (s E. Lavičkovou)[4]
- 1985: „Dialog časů“, opakovaná výstava, Písek[4]
- 1986: „Dialog časů“, opakovaná výstava, Soběslav[4]
- 1987: „Dialog časů“ Sokolov - Citice [4]
- 1988: „Jihočeská vesnice ve fotografii a kresbě“, Dům kultury JKP Kaplice (s J. Krátkým a L. Hausenblasem).[4]
- 1988: „Jihočeská vesnice ve fotografii a kresbě“, repríza výstavy, Lišov[4]
- 1989: „U nás“, Kralupy nad Vltavou[4]
- 1989: „U nás“, Český Krumlov[4]
- 1990: „O jednom dni …“, Galerie Na dvorku, Hroznová ulice České Budějovice[4]
- 1991: „Přechody“, Eisenstein (s J. Kláskem, F. a H. Leitner Rakousko, B. Mooser a H. Pohnl Německo)[4]
- 1992: „U nás“, vestibul kina, Protivín[4]
- 1995: Malmö, Švédsko (s R. Švecovou a J. Kláskem)[4]
- 1998: „Dialog časů“, „Zvonice“, Obecní úřad Římov[4]
- 2003: Fotografické cykly – „Hodiny života“, Galerie Měsíc ve dne, České Budějovice[4]
- 2005: Fotografické cykly – „Hodiny života“, Divadelní galerie, Český Krumlov[4]
- 2006: Cyklus „Doudlebský masopust 2005“ OÚ, zasedací síň Doudleby[4]
- 2006: Cyklus „Rok na Cetvinách“ – putovní výstava: kostel Narození Panny Marie Cetviny; Městské informační centrum Kaplice; radnice Leopoldschlag; Reiffeisenbank Freistadt; OÚ Dolní Dvořiště, místní knihovna[4]
- 2009: Cyklus „Poutní místa na Malši - ze Sandlu do Kaplice“, Městské informační centrum Kaplice[4]
- 2012: „Šumava“, předsálí kina Kotva[4]
- 2013: „Ohlédnutí“, retrospektivní výstava Plachého analogových černobílých fotografií v galerii Nahoře v Českých Budějovicích.[5]